# ぬかみそ炊き
ぬかみそ炊き（ぬかみそだき）は、福岡県北九州市（旧豊前国）の郷土料理である。
ぬか炊き、おささじ煮とも呼ばれる。

## 概要
ぬか漬けは、小笠原藩の保存食であったが、小笠原家が小倉藩に移封になった際にもたされ、それが庶民の間にも広まった。
小倉（現・北九州市）の旧家には先祖代々受け継がれた「百年もの」の糠床を誇る家も少なくない。イワシ、サバなどの青魚を煮る際、魚の生臭さを消すために、ぬか床から一握りを加えた料理がぬか炊き、ぬかみそ炊きである。
おささじ煮は小倉城内で御殿女中の間で交わされたぬか味噌の呼び名から来たものとされる。
- 北九州市小倉北区にある旦過市場などでも常時売られている。その他、主に小倉地区の居酒屋、定食店、喫茶店などでも自家製のぬか炊きを看板メニューとしている店舗が見られる。同じく旧豊前国で小倉藩領であった京築地域や筑豊の田川市・田川郡の飲食店や店舗などでもよく提供・販売されている。一方で、旧筑前国である八幡地域などではあまり販売されていない。[要出典]
- 骨まで軟らかく煮込んであるため、カルシウム摂取も期待できる。[要出典]
- 糠みそ由来のアミノ酸や有機酸がもたらす複雑な旨味の付与に加え、独特の発酵臭によるマスキング効果、乳酸によるpHの低下で青魚独特の臭みが抑えられる等の利点がある[1]。なお、同じく青魚の煮付けとして著名な梅煮（梅干し煮）も酸の働きにより同様の臭み消し効果が期待できるが、こちらはぬか炊きと異なりマスキング効果はほとんど期待できない。[要出典]